# El 60 aniversario
El 60 Aniversario es una historieta de Mortadelo y Filemón, dibujada y guionizada por el historietista español Francisco Ibáñez. La historieta se publicó en noviembre de 2017. 
El Título de la Aventura se creó con el fin de conmemorar el 60.º Aniversario de la existencia de los personajes, desde su primera aparición.

## Trayectoria editorial
La historieta fue publicada en formato álbum en la colección Magos del Humor el 8 de noviembre de 2017, siendo la historieta número 182 de esa colección.

## Sinopsis
En esta aventura, Mortadelo y Filemón, llenos de achaques por la edad al igual que los demás miembros de la T.I.A., tendrán que viajar a Corea de Arriba con el fin de promover la paz entre el gobernador de ese país, Pxing Pxong, el presidente de Rusia, Putin y el presidente de los Estados Juntitos de America, Mr. Donald Trompf.